# Neue Elektrische Fahrzeuge AG
Die Neue Elektrische Fahrzeuge AG (NEFAG) war ein Schweizer Hersteller von Elektroautos, insbesondere leichten Nutzfahrzeugen. Im Bereich der Werksfahrzeuge und in bestimmten Nischen des öffentlichen Verkehrs hatte sich das Elektrofahrzeug bereits in der zweiten Hälfte des 20. Jahrhunderts etabliert. Nebst den Konkurrenten SIG in Neuhausen am Rheinfall und  Oehler in Aarau war die NEFAG ein wichtiger Anbieter von Elektrofahrzeugen in der Schweiz.

## Geschichte
Hans Weiss (1899–1972) war ab 1929 Verkaufsleiter und ab 1932 Direktor der Vorgängerfirma EFAG, die ihrerseits 1918 oder 1919 aus der A. Tribelhorn & Cie. AG hervorgegangen war. 1937 übernahm Hans Weiss eine Mehrheit am Unternehmen im Wert von 45.000 Franken und benannte sie in Neue Elektrofahrzeug AG (NEFAG) um. Das Unternehmen stellte überwiegend leichte Nutzfahrzeuge für Strassen- und Werkverkehr her und florierte bis in die 1970er Jahre. Kunden waren oft Milchmänner oder Metzger mit Haus-zu-Haus-Verkauf. Nach Hans Weiss’ Tod wurde die Firma von seiner Frau Margrit Weiss, einer diplomierten Mathematikerin, weitergeführt. Als sie das Unternehmen 1980 an die Mowag in Kreuzlingen verkaufte, war auch sie bereits im Pensionierungsalter.

## Fahrzeuge
NEFAG-Fahrzeuge galten als zuverlässig und dank ihres Elektroantriebs auch als bedienungsfreundlich. Im Zweiten Weltkrieg, in den die Schweiz als neutraler Staat nicht direkt einbezogen war, mussten viele Lebensmittel und Treibstoff rationiert werden. Die erschwerte Treibstoffbeschaffung führte zu einer neuerlichen Blüte des Elektrofahrzeuges. Die NEFAG machte in dieser Zeit gute Geschäfte mit ihren Elektrofahrzeugen und rüstete auch schwere Lkw auf Elektroantrieb um. Nach Abschaffung der Benzinrationierung war die kurze Erfolgswelle für Elektromobile aller Art schon wieder vorbei. Industriefahrzeuge wie der Perronwagen, aber auch vermehrt wieder Strassenfahrzeuge wie der Milchwagen und andere kleine Lieferwagen mit drei und vier Rädern blieben infolge ihres ständigen „Stopp-and-Go-Betriebs“ typische Anwendungsbereiche. Die meisten Fahrzeuge hatten Motoren von 3 PS bis 6 PS (2,2–4,4 kW) Leistung, eine Nutzlast bis zu 20 Tonnen und eine Reichweite zwischen 20 und 50 km.
Beim Friedhofsfahrzeug oder der elektrischen Strassenmarkiermaschine spielte nachweislich das fehlende Motorengeräusch eine wesentliche Rolle für die Anschaffung, da mit diesen Maschinen diskret und auch nachts gearbeitet werden konnte.

## NEFAG heute
Mehrere Fahrzeuge sowie der gesamte Firmennachlass dieser Marke sind in der nationalen Verkehrsmittelsammlung im Verkehrshaus der Schweiz in Luzern erhalten.